# Кирил Старцев
Кирил Василев Старцев е български политик, офицер, бивш кмет на Русе.

## Биографични данни
Роден е на 2 януари 1895 г. в Белоградчик, където по това време служи баща му (капитан Васил Старцев) като офицер в българската армия. Родът им е от Котленския край. През 1902 г., Васил Старцев вече майор, е преместен да служи в Русе в Пети пехотен дунавски полк. Кирил и Станислава (сестра му, която починала твърде млада), израстват тук, където учат и работят. През 1914 г. завършва русенската мъжка гимназия и е сред нейните първенци. По това време вече е започнала Първата световна война и синът продължава семейната традиция. Кирил Старцев завършва Военното училище през 1916 г. и като млад офицер участва в нея. Краят на войната е край и на военната му кариера, уволнява се в запаса с чин „поручик“ и става член на дружеството на Съюза на запасните офицери в гр. Русе. Още през есента на 1918 г. е студент по строително инженерство в Швейцария. Дипломира се през 1922 г. и започва работа в жп секция (строителство на жп линии и мостове), а след това е началник на водоснабдителното бюро към Русенската окръжна постоянна комисия (тази длъжност е трансформирана в „районен инженер по водите“).
В периода от 1931 до 1933 г. о.з.поручик Кирил Старцев е избран за подпредседател на Съюза на запасните офицери и подофицери в Русе.
Кирил Старцев се доказва като висококвалифициран и уважаван специалист по водоснабдяване и благоустрояване на населени места. Това не остава незабелязано от централните държавни органи и в началото на 1934 г. е назначен за началник-отдел по водите в Министерство на земеделието и държавните имоти.

## Кметски мандат
След преврата на 19 май 1934 г., като симпатизант на „Звено“ и със своя опит в управлението се оказва най-подходящия кандидат за кмет на Русе. Със заповед № 3941 от 24 декември 1934 г. на министъра на вътрешните работи и народното здраве инж. Кирил Старцев е назначен за кмет на Русе.
Още в първите години на кметуването си Кирил Старцев успява да преобрази центъра на Русе. Построена е съдебната палата, благоустроен е районът около нея, направено е ново оформление на Централната градска градина. Голямо постижение на кмета е изграждането на Халите. Облагородява се районът около тях, който става втори център на града. Едновременно с тях се изгражда и съвременна кланица. Благоустроен е крайбрежният булевард с твърда настилка, тротоари, парапет и кестени. Построен е „Мостът на въздишките“, който става любимо място на русенци. Започва строителството на голяма модерна баня и разширяване на електрическата централа. Много грижи се полагат и за изграждане на инфраструктурата на града – водоснабдяването, канализацията и електрическата мрежа. Грижата за крайните квартали се ограничават с прокарването на вода и в направата на временни тротоари, за да се избавят хората от голямата кал.
Големи грижи Кирил Старцев полага и за развитието на просветата и културата. Завършва изграждането на училищата в двата края на града – „Ангел Кънчев“ и „Стефан Караджа“ и се прави основен ремонт на другите. Особено внимание се отделя и на театъра, който за кмета е „културната физиономия на града“. Общината осигурява средства за юбилейния сборник по повод петдесетата годишнина на Русенската мъжка гимназия „Княз Борис“ и приема решение за написване историята на Русе.
Неговата инициативност, настойчивост и умение в ръководството на общината и благоустрояването на града го очертават като един от най-способните кметове в страната през този период. Избран е за председател на Съюза на българските градове, което е голяма чест за Русе.
Централната власт му възлага на два пъти важни мисии. Първият път е изпратен за кмет на Добрич, за да създаде модел на управление на новата българска власт в региона след присъединяването на Южна Добруджа. Вторият път е командирован във Видин след голямото наводнение през 1942 г., за да подпомогне възстановяването му.
Голямото напрежение го изтощава и от края на 1943 г. и през 1944 г. той е в отпуск поради тежко заболяване. На 14 септември 1944 г. е поканен да предаде поста си на новата власт на Отечествения фронт.
След възстановяването на здравето си е назначен за началник на водния синдикат „Русенски Лом“, а по-късно се занимава с водоснабдяването на Лудогорието. Репресиран е и през 1956 г. е арестуван и изпратен в Белене. Освободен е през 1959 г. и след кратко лечение постъпва на работа в проектантска организация. Пенсионира се по болест. Умира на 12 декември 1962 г.